# Клета
Клета (фр. Kleta) — один из четырёх департаментов административного региона Бахр-эль-Газаль в республике Чад. Административный центр — город Мишемир.

## История
Департамент Клета был создан постановлением № 038 / PR / 2018 «О создании административных единиц и автономных сообществ» от 10 августа 2018 года.
Он соответствует бывшей подпрефектуре Мишемир департамента Южный Бахр-эль-Газаль.

## Административное деление
Департамент Клета включает в себя 2 подпрефектуры:
- Мишемир (фр. Michemire)
- Софа (фр. Sofa)